# Бирлівка (Гайсинський район)
Би́рлівка — село в Україні, у Бершадській міській громаді Гайсинського району Вінницької області.

## Історія
Станом на 1885 рік у колишньому власницькому селі Бершадської волості Ольгопільського повіту Подольської губернії мешкало 1832 особи, налічувалось 235 дворових господарств, існували православна церква, постоялий двір.
7 (20) листопада 1917 року, відповідно до Третього Універсалу Української Центральної Ради, увійшло до складу Української Народної Республіки.
Народний депутат Анатолій Матвієнко профінансував будівництво в селі храм Успіння Пресвятої Богородиці площею 40,9 кв.м. Проте не передав місцевій громаді УПЦ Московського Патріархату. У 2016 році задекларував її як свою власність.
Про весільні звичаї села відзнято відеосюжет «Традиційне весілля».
12 червня 2020 року, відповідно розпорядження Кабінету Міністрів України № 707-р «Про визначення адміністративних центрів та затвердження територій територіальних громад Вінницької області», село увійшло до складу Бершадської міської громади.
19 липня 2020 року, в результаті адміністративно-територіальної реформи та ліквідації Бершадського району, село увійшло до складу Гайсинського району.

## Відомі уродженці
Білюга Богдан Володимирович (05.04.1994 — 20.12.2022) — український військовик, учасник російсько-української війни.
Бомбела Валентин Олександрович (20.03.1998 — 04.07.2023) — український військовик, учасник російсько-української війни.
Кельман Андрій Григорович (06.04.1988 — 21.06.2023) — український військовик, учасник російсько-української війни.
Пантелюк Сергій Васильович (09.02.1998 — 26.02.2022) — український військовик, учасник російсько-української війни.

### Проживали
- ‎Бомбела Владислав Олександрович (1995-2024) — молодший сержант Збройних сил України, учасник російсько-української війни. Герой України (посмертно).